# 341
Évszázadok: 3. század – 4. század – 5. század
Évtizedek: 290-es évek – 300-as évek – 310-es évek – 320-as évek – 330-as évek – 340-es évek – 350-es évek – 360-as évek – 370-es évek – 380-as évek – 390-es évek
Évek: 336 – 337 – 338 – 339 –  340 – 341 – 342 – 343 – 344 – 345 – 346

## Események

### Római Birodalom
- Antonius Marcellinust és Petronius Probinust választják consulnak.
- Constans császár halálbüntetés terhe mellett betiltja a pogány isteneknek való áldozást.
- Constans sikeres hadjáratot folytat a frankok ellen.
- Keleten folytatódik a perzsák elleni háború, de egyik fél sem ér el jelentős sikereket. II. Sápur szászánida király különadót vet ki a keresztényekre, és amikor Barszabbasz Simon, Szeleukeia püspöke ennek beszedését megtagadja, a püspököt és több ezer keresztényt kivégeztet.
- Felszentelik Antiochia székesegyházát és zsinatot tartanak a városban. A zsinat hitet tesz az ariánus irányzat mellett és megerősíti Athanasziosz leváltását az alexandriai egyház éléről. Valamivel később meghal Nikomédiai Euszebiosz, Konstantinápoly ariánus pátriárkája. Helyére az ortodox püspökök visszahívják I. Paulust, akit II. Constantius császár korábban egyszer már leváltatott. Ezzel szemben az ariánus püspökök I. Makedonioszt választják meg pátriárkának.

## Születések
- Csin Aj-ti, kínai császár

## Halálozások
- Nikomédiai Euszebiosz, konstantinápolyi pátriárka
- Remete Szent Pál, keresztény aszkéta

## Fordítás
- Ez a szócikk részben vagy egészben  a(z)   341 című francia Wikipédia-szócikk ezen változatának fordításán alapul.  Az eredeti cikk szerkesztőit annak laptörténete sorolja fel. Ez a jelzés csupán a megfogalmazás eredetét és a szerzői jogokat jelzi, nem szolgál a cikkben szereplő információk forrásmegjelöléseként.